# Rabah Hafid
 (décembre 2018).
Si vous disposez d'ouvrages ou d'articles de référence ou si vous connaissez des sites web de qualité traitant du thème abordé ici, merci de compléter l'article en donnant les références utiles à sa vérifiabilité et en les liant à la section « Notes et références ».
Rabah Hafid est un footballeur algérien né le 26 février 1985 à Alger. Il évolue au poste d'attaquant.

## Biographie
Il évolue en Division 1 avec les clubs du NA Hussein Dey et de l'USM Annaba.

## Palmarès
- Accession en Ligue 1 en 2011 et 2014 avec le NA Hussein Dey.